# Sebalter
Sebastiano Paù-Lessi vagy művésznevén Sebalter (Ticino, 1985. július 1. –) svájci énekes. Ő képviselte Svájcot a 2014-es Eurovíziós Dalfesztiválon, a dán fővárosban, Koppenhágában. Versenydala a Hunter of Stars volt.

## Zenei karrier

### A karrier kezdete (2000–2012)
2000-től 2002-ig Sebalter egy svájci rockzenekar, a The Stalkers tagja volt. 2002-től a The Vad Vuc folk-rock zenekar tagja lett, majd 10 év után 2012-ben innen is kilépett és szólókarrierbe kezdett.

### AzEurovíziós Dalfesztivál(2014)
2014. február 1-jén megnyerte az Entscheidungsshowt, a svájci eurovíziós válogatóversenyt, így a 2014-es Eurovíziós Dalfesztiválon, Koppenhágában ő képviselhette hazáját.
2014. május 8-án, a dalfesztivál második elődöntőjében lépett fel, innen a 4. helyen jutott tovább döntőbe. A május 10-i döntőben 64 ponttal a 13. helyen végzett.

## Diszkográfia

### Kislemezek
| Év   | Cím               | Legmagasabb helyezés | Album |
| Év   | Cím               | SWI                  | Album |
| ---- | ----------------- | -------------------- | ----- |
| 2013 | "Hunter of Stars" | 37.                  | –     |